# Ederlezi (пісня)
«Едерлезі» (циг. «Юріїв день», серб. «Ђурђевдан») — народна пісня, популярна серед циган колишньої Югославії.
Широкому загалу пісня стала відомою після фільму «Час циган» Еміра Кустуриці, де «Едерлезі» була оброблена Гораном Бреговичем. 
Назва пісні «Едерлезі» (серб. Джурджевдан) означає День святого Юрія, що відзначається всіма балканськими циганами як основне весняне свято. У цей день прийнято різати баранів та ягнят. Хлопчик, герой пісні не має такої можливості і змушений спостерігати за святом здалеку, страждаючи від голоду, поки його однолітки танцюють. Але сусіди пригощають бідну сім'ю смаженим м'ясом, щоб і вони могли порадіти святу, здійснюючи таким чином невелике святкове диво.
В тексті Едерлезі називається «нашим святом», оскільки цигани вважають св. Юрія Змієборця своїм покровителем.
Назву цієї пісні отримав альбом Горана Бреговича 1998 року.
Зокрема ця пісня звучить у фільмі «Борат: Cultural Learnings of America for Make Benefit Glorious Nation of Kazakhstan», що вийшов у 2006 році.

## Текст
| циганською             | українською             |
| ---------------------- | ----------------------- |
| Sa me amala            | Всі мої друзі           |
| Oro khelena,           | Хоро танцюють,          |
| Oro khelena,           | Хоро танцюють,          |
| Dive kerena            | Свято святкують         |
| Sa o Roma, daje        | Всі цигани, мамо,       |
| Sa o Roma, babo, babo  | Всі цигани, тату, тату, |
| Sa o Roma, o, daje     | Всі цигани, ой, мамо,   |
| Sa o Roma, babo, babo  | Всі цигани, тату, тату, |
| E, Ederlezi, Ederlezi  | Ой, Едерлезі, Едерлезі  |
| Sa o Roma, daje        | Всі цигани, мамо,       |
| Sa o Roma, babo,       | Всі цигани, тату,       |
| E bakren chinen        | Ягнят ріжуть,           |
| A me, chorro,          | А я, бідний,            |
| Dural beshava          | В далені сиджу          |
| A, odo, daje,          | Ой, це, мамо,           |
| Amaro dive             | Наше свято,             |
| Amaro dive,            | Наше свято,             |
| Ederlezi               | Едерлезі                |
| E devado, babo,        | Дали, тату,             |
| Amenge bakro!          | І нам ягнятко!          |
| Sa o Roma, babo,       | Всі цигани, тату,       |
| E bakren chinen…       | Ягнят ріжуть            |
| Sa o Roma, babo, babo  | Всі цигани, тату, тату, |
| Sa o Roma, o, daje     | Всі цигани, ой, мамо,   |
| Sa o Roma, babo, babo  | Всі цигани, тату, тату, |
| Ej, Ederlezi, Ederlezi | Ой, Едерлезі, Едерлезі  |
| Sa o Roma, daje        | Всі цигани, мамо.       |

## Відомі виконання
- Христина Соловій (Україна)[2]